# Ныч, Артём Юрьевич
Артём Юрьевич Ныч (род. 21 марта 1995 в Кемерово, Россия) — российский профессиональный шоссейный велогонщик. Выступает за команду Sabgal / Anicolor. Двукратный Чемпион России среди юниоров в групповой гонке. Чемпион России в групповой гонке 2021 года.

## Достижения
2012
 Чемпионат России — индивидуальная гонка U-19
2013
8-й Чемпионат мира — групповая гонка среди U-19
2014
 Чемпионат России — групповая гонка U-23
3-й — Grand Prix de Faucigny
6-й — Tour of Szeklerland
1-й  Молодёжная классификация
2015
 Чемпион России в групповой гонке, U-23
2-й — Trofeo Banca Popolare di Vicenza
4-й — Мемориал Олега Дьяченко
5-й — Пять колец Москвы
9-й — Гран-при Сочи
2016
 Чемпион России в групповой гонке, U-23
 Чемпионат России в индивидуальной гонке, U-23
5-й — Чемпионат России в групповой гонке
8-й — Чемпионат Европы в индивидуальной гонке, U-23
10-й — Чемпионат России в индивидуальной гонке
2017
 — Чемпионат России в групповой гонке
2018
7-й — Тур Хорватии
2021
 Чемпионат России в групповой гонке
2023
 Гран-при Бейрас и Серра-да-Эштрела
2024
 Гран-при Бейрас и Серра-да-Эштрела
 Волта Португалии